# Horští Židé
Horští Židé (rusky: горские евреи, tátsky: жугьур) jsou národ vyznávající judaismus původně žijící na východě Kavkazu, konkrétně v ruské Republice Dagestán a v Ázerbájdžánu. Po druhé světové válce jich většina přesídlila do Izraele. Hovoří tátským jazykem. Na konci dvacátého století se jejich počet odhadoval na 110 000, z toho asi 50 000 v Izraeli. Předpokládá se, že se jedná o potomky Židů z Persie, kteří se na Kavkaze usídlili v 6. století. Jiná teorie tvrdí, že se jedná o skupinu tátského národa, která k judaismu konvertovala až později. Roku 1942 obsadilo nacistické Německo část podhůří Kavkazu a značná část horských Židů byla vyvražděna. Kvůli jejich nejasnému původu řešili okupanti otázku, zda jsou horští Židé podle německých rasových zákonů Židé či ne, nakonec byli označeni za Židy.

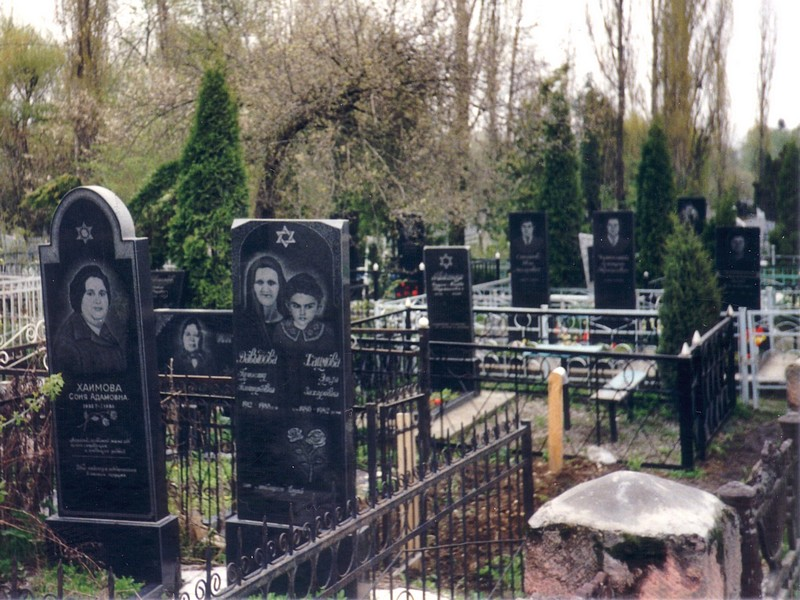
Židovský hřbitov v Nalčiku